# Eisenbahnunfall von Dhamara Ghat
Bei dem Eisenbahnunfall von Dhamara Ghat fuhr am 19. August 2013 im Bahnhof von Dhamara Ghat, im indischen Bundesstaat Bihar, ein Zug in eine Gruppe von Menschen, die unbefugt die Gleise querten. Mindestens 37 Menschen starben.

## Ausgangslage
Im Bahnhof Dhamara war der Zug von Samastipur, der nach Saharsa weiter fahren sollte, angekommen. Zahlreiche Reisende stiegen auch an der dem Bahnsteig abgewandten Seite des Zuges aus und liefen über die Gleise.
Der Super Fast Express Nr. 12567, Rajya Rani, der Indian Railways, war von Saharsa zum Bahnhof Patna Junction mit etwa 80 km/h unterwegs. Den Bahnhof Dhamara Ghat sollte er gegen 8:40 Uhr ohne Halt durchfahren und die Signale zeigten für die Durchfahrt durch den Bahnhof „Fahrt frei“.

## Unfallhergang
Die Reisenden, die die Gleise vorschriftswidrig querten, sahen den Zug kommen, dachten aber, ihn stoppen zu können. Als dessen Lokomotivführer die Menschen auf den Gleisen bemerkte, leitete er sofort eine Schnellbremsung ein, konnte den Zug aber nicht mehr anhalten, bevor er in die Menschenmenge fuhr.

## Folgen
37 Menschen starben, 24 weitere wurden verletzt.
Wütende Reisende schlugen den Lokomotivführer bewusstlos und zündeten zwei Personenwagen des Rajya Rani Express an.

## Ähnliche Unfälle
- Eisenbahnunfall von Castelldefels, Spanien, 2010